# Major Dezső (orvos)
Major Dezső Géza (Budapest, Józsefváros, 1897. január 5. – Budapest, Terézváros, 1972. április 12.) orvos, országos cserkészvezető.

## Élete
Major Péter és Horánszky Mária fiaként született Budapesten, római katolikus vallású. Budapesten a piaristáknál tanult, 1915-ben tett érettségi vizsgát. Fiatalkora óta részt vett a cserkészmozgalomban, többek közt Sík Sándorral és Szerb Antallal táborozott együtt. Még gimnáziumi évei alatt lett cserkész, kiképző, később pedig rajparancsnok. 1913 júliusában részt vett a vági tutajúton, az első országos cserkésztáborozáson, illetve a Magas-Tátrában és Breznóbányán tartott táborozásokon is.
Az első világháború idején három éven át a fronton szolgált. 1921-ben ő szervezte meg a Magyar Cserkészszövetség Kiadó Vállalatát, a következő évben pedig az I. Budapesti Cserkészkerület ügyvezető elnöke lett. Felsőfokú tanulmányait Magyar Királyi Pázmány Péter Tudományegyetemen végezte, 1923. május 19-én avatták orvosdoktorrá. A Szent István Kórházban, illetve a Szent Rókus Kórházban volt gyakornok. 
1924-ben a Magyar Cserkészszövetség országos gazdasági és pénzügyi főtitkára lett, 1926-ban a Megyeri Nagytábor gazdasági csoportvezetőjévé tették meg. Ugyanebben az évben augusztus 3-án Budapesten, a VIII. kerületben házasságot kötött Bekényi Máriával, Bekényi János és Kis Mária lányával. 1948 és 1953 között statisztikusként, illetve könyvelőként működött, 1954-től egészen 1972-ben bekövetkező haláláig a Budapesti XX. kerületi Rendelőintézet orvosaként működött. Szívrohamban hunyt el.

## Művei
- Piarista cserkész kiskátéja. Sík Sándorral és Mócsy Jánossal. Bp., 1915
- Utasítások cserkészvezetők számára. Bp., 1915
- A cserkészörsvezetők könyve Archiválva 2018. május 19-i dátummal a Wayback Machine-ben. Bp., 1921
- Üdülésvezetők számára rendezett tanfolyam jegyzete. Szerk. [H.n.], [1938]
- Velemjáró. 1940/41. Szerk. Bp., 1940
- A diadalmas cserkészliliom. 1912-1942. Szerk. Deméndy Miklóssal és Koszterszitz Józseffel. Bp., 1942
- Az örs megteremtése. Senye Istvánnal. Közrem. Kemenes Gáspár, Macskássy Hugó, Szemenyei László. Bp., 1944
- Az örs élete. Bp., 1945